# Spathius capaneus
Spathius capaneus är en stekelart som beskrevs av Nixon 1943. Spathius capaneus ingår i släktet Spathius och familjen bracksteklar. Inga underarter finns listade i Catalogue of Life.